# Perdrix gambra
Alectoris barbara
Espèce
Statut de conservation UICN

 LC  : Préoccupation mineure
La Perdrix gambra (Alectoris barbara) est une espèce d'oiseaux appartenant à la famille des Phasianidae.

## Morphologie

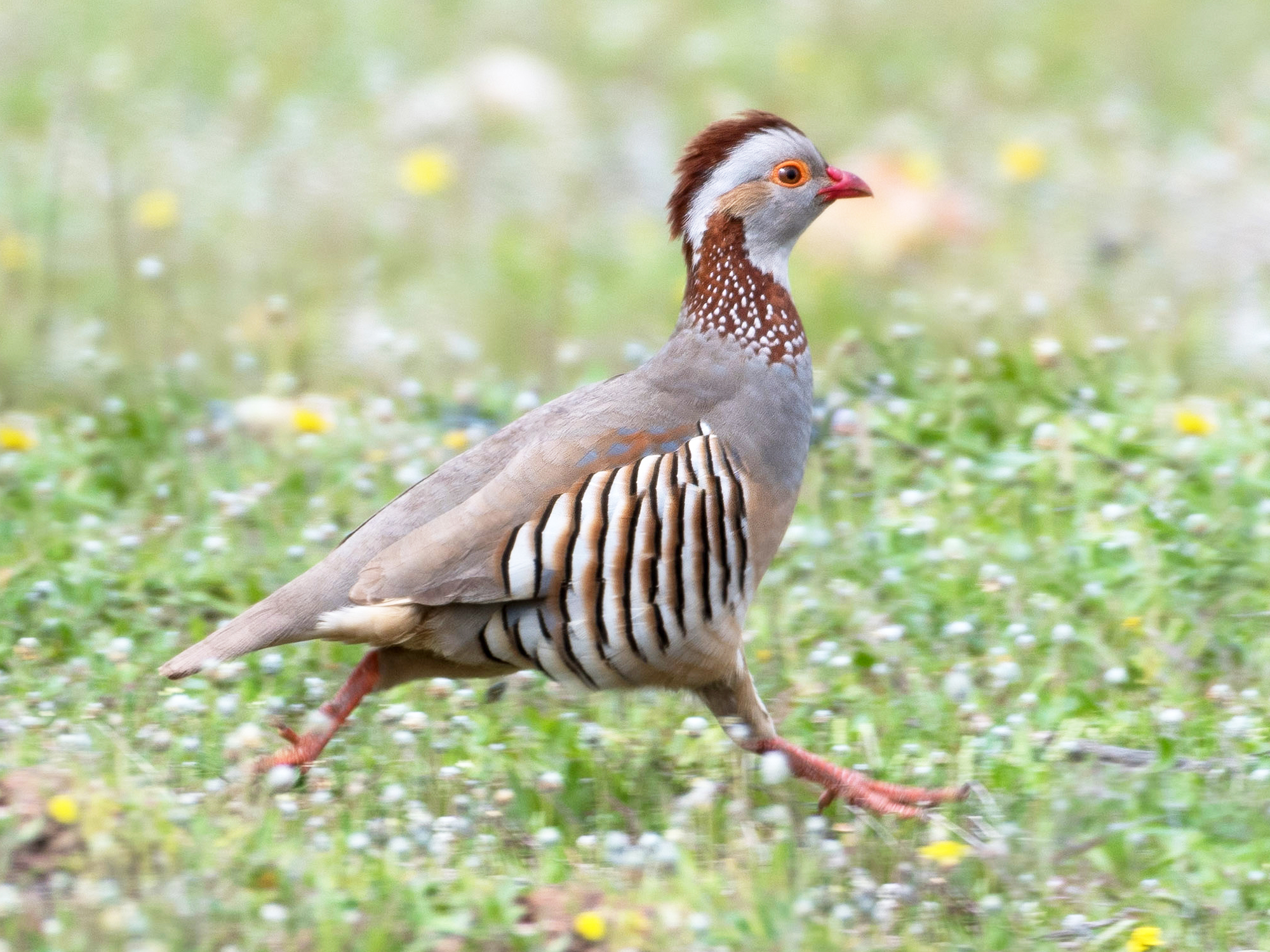
Perdrix gambra auprès du lac de Tunis. Février 2018.

Cet oiseau mesure de 30 à 35 cm et pèse environ 450 à 750 g.
Son plumage multicolore lui permet d'excellent camouflages. Même si cet oiseau majoritairement africain ressemble à première vue aux autres perdrix à pattes rouges et aux flancs barrés (comme la perdrix rouge et la bartavelle), elle se distingue des autres espèces alectoris par deux caractéristiques:
Premièrement, la transition entre le cou et la poitrine présente un collet marron piqueté de blanc au lieu du colier noir des autres perdrix.
Ensuite, le manteau et le dos sont brun ou brun grisâtre avec des scapulaires bleu-gris bordées de roux vif.

## Comportement
Cet oiseau grégaire peut former des compagnies de 7 et 100 individus, en hiver, jusqu'au mois de mars quand les couples se forment. Les perdrix se regroupent alors en plus petites bandes.

### Reproduction
La femelle pond généralement 10 à 15 œufs d'une teinte brun jaunâtre pâle tachetés de brun-roux. L'incubation est assurée par la femelle seule pendant une période qui varie entre 24 et 25 jours. Le mâle, stationne proche du nid et assure la protection du territoire. Les petits sortent du nid peu de temps après leur naissance mais restent à proximité jusqu'à ce qu'ils soient en âge de voler.
Le nid est bâti à terre, souvent un simple grattage sous des brousssailles. Cependant, des cas de nidification en hauteur dans des arbres, où la perdix gambra utilise des nids a pie abandonnés ont été documentés en Tunisie, probablement pour échapper aux prédateurs.

### Alimentation
La perdrix gambra est omnivore : végétaux - jeunes pousses, graines et petits fruits, voire olives à l'occasion - complétés par des insectes essentiellement des fourmis.
A l'aube, les oiseaux descendent pour manger et se désaltérer dans les vallons et au bord des oueds, puis quand le jour avance, ils remontent à pied dans les versants raides et vers le sommet des crêtes où ils se reposent. Quand les perdrix ne couvent pas, une fois désaltérées et alimentées, elles se perchent souvent dans de petits arbres et même au sommet d'oliviers et de chênes quand ceux-ci sont disponibles, ce qui leur permet d'échapper plus facilement aux prédateurs terrestes.

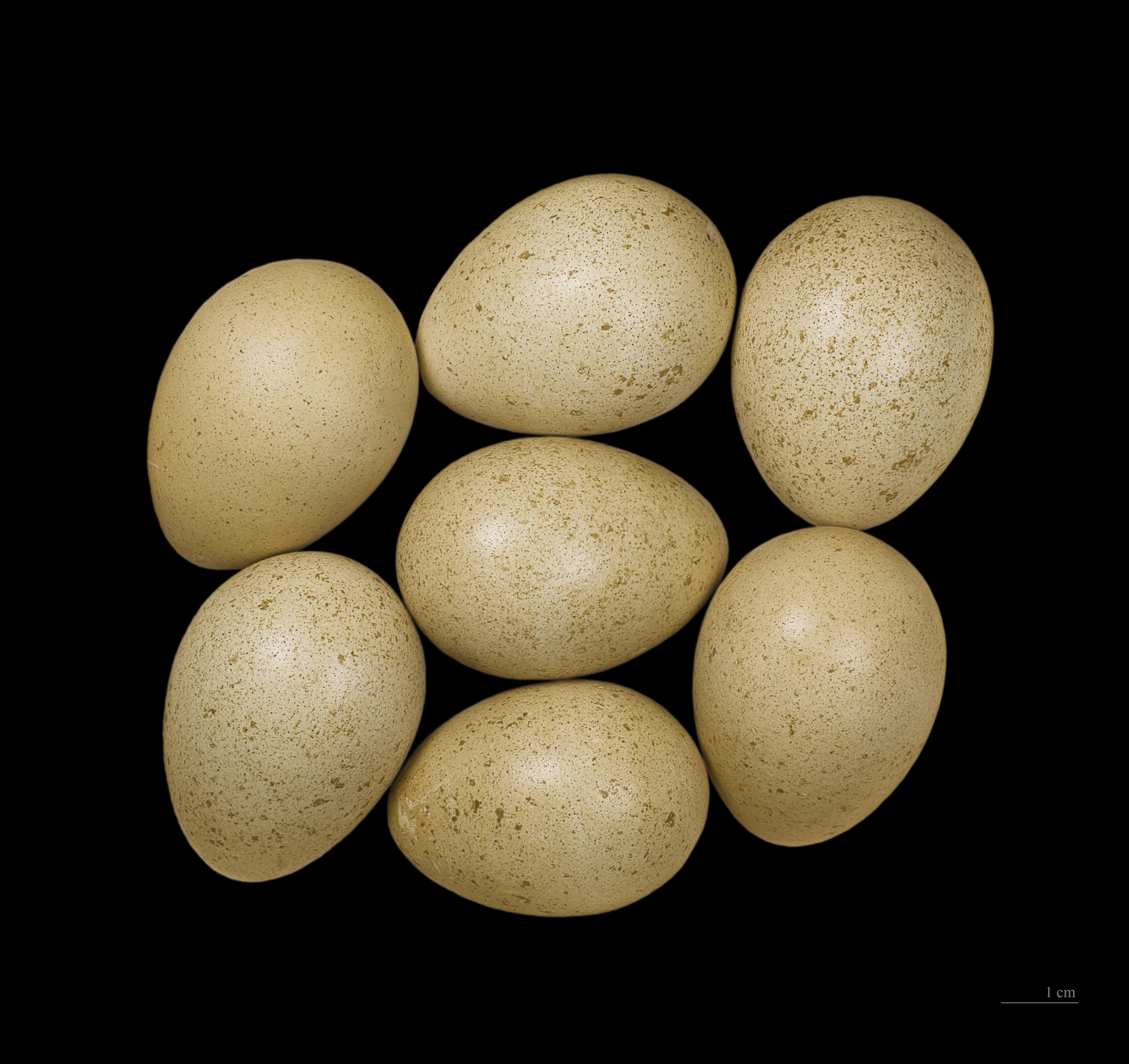
Œufs dAlectoris barbara Muséum de Toulouse

## Répartition et habitat

### Répartition
La Perdrix gambra est largement distribuée en Afrique du Nord (extrême nord de la Mauritanie, Maroc, Sahara occidental, Algérie, Tunisie, Libye, nord du Tchad et nord-ouest de l'Égypte). Quelques populations sont isolées en Espagne (îles Canaries), dans le Hoggar, en Italie (Sardaigne) et à Gibraltar.

## Systématique
Cette espèce a été décrite par le naturaliste français Pierre Joseph Bonnaterre en 1792 sous le nom Perdrix rouge de Barbarie (Perdrix barbara), dans son ouvrage Tableau encyclopédique et méthodique des trois règnes de la nature, Ornithologie.

### Noms vernaculaires
- Perdrix gambra
- Perdrix rouge de Barbarie

### Synonymie
Perdrix barbara (Bonnaterre, 1792) (Protonyme).

### Taxinomie
D'après la classification de référence (version 5.2, 2015) du Congrès ornithologique international, cette espèce est constituée des quatre sous-espèces suivantes (ordre phylogénique) :
- Alectoris barbara koenigi (Reichenow, 1899) ; dans le Nord-Ouest du Maroc ;
- Alectoris barbara spatzi (Reichenow, 1895) ; du Sud du Maroc au Sud de la Tunisie à travers le centre de l’Algérie ;
- Alectoris barbara barbara (Bonnaterre, 1790) ; dans les zones septentrionales du Maroc à l'Algérie ;
- Alectoris barbara barbata (Reichenow, 1896) ; de la Libye au Nord de l'Égypte.

## La Perdrix gambra et l'homme

### Statut de conservation
La présence ancienne de cette espèce en France métropolitaine est attestée par la découverte de restes présents sur des sites archéologiques datant du paléolithique moyen et supérieur et du néolithique moyen. Elle est actuellement déclarée disparue sur ce territoire.

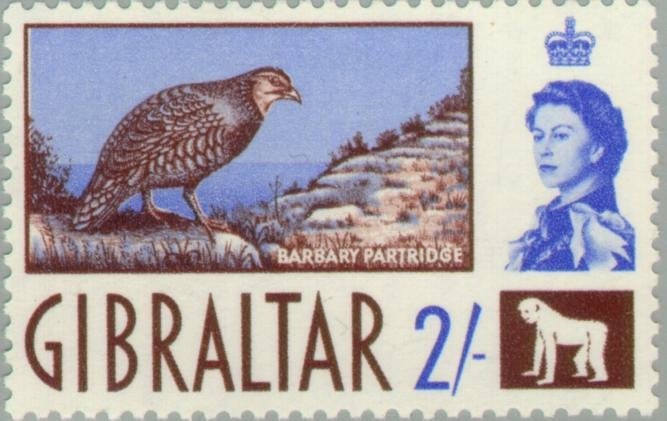
Timbre de Gibraltar - 1960 - Perdrix Gambra Alectoris barbara

Cette espèce est protégée dans tous les États membres de l'Union européenne. Il est interdit de détruire ou capturer nids, œufs et individus dans le milieu naturel et leur achat, vente ou même transport est illégal.
La perdrix gambra est l'oiseau national de Gibraltar et apparait au revers des pièces locales de 1p.